# Sergei Alexandrowitsch Below
Sergei Alexandrowitsch Below (russisch Сергей Александрович Белов; * 23. Januar 1944 in Naschtschokowo in der Oblast Tomsk, Sowjetunion; † 3. Oktober 2013 in Perm) war ein sowjetisch-russischer Basketballspieler, -trainer und -funktionär.
Er errang als Auswahlspieler der Sowjetunion 1972 den Olympiasieg, wurde mehrfach Welt- und Europameister sowie mit ZSKA Moskau Sieger des Landesmeisterpokals und gilt als einer der bedeutendsten nichtamerikanischen Basketballspieler.

## Karriere

### Verein
Below begann seine Karriere 1964 bei Uralmasch Swerdlowsk im heutigen Jekaterinburg. Er wechselte 1968 zum Verein ZSKA Moskau, bei dem er bis zu seinem Karriereende 1980 blieb. Gleich in seiner ersten Saison dort gewann Below den Europapokal der Landesmeister, den er nach einer Finalniederlage im Folgejahr 1971 ein weiteres Mal gewann. 1973 erreichte Below ein weiteres Mal mit ZSKA das Finale dieses Wettbewerbs. Außerdem errang er insgesamt elf sowjetische Meisterschaften.

### Nationalmannschaft
Auch mit der Nationalmannschaft der UdSSR gewann Below gleich bei seinem ersten großen Wettbewerb den Titel, nämlich die Weltmeisterschaft 1967. Auch bei den drei folgenden Europameisterschaften (1967, 1969, 1971) gewann er mit der sowjetischen Auswahl Gold, dazu Bronze bei den Olympischen Spielen 1968 sowie der Weltmeisterschaft 1970. Der größte Erfolg für Below folgte jedoch mit dem Olympiasieg 1972, bei dem durch einen umstrittenen 51:50-Triumph erstmals bei Olympischen Spielen eine US-amerikanische Auswahl nicht die Goldmedaille gewann.
Nach einem dritten Platz bei der Europameisterschaft 1973 wurde er 1974 ein zweites Mal Weltmeister. Es folgten Silbermedaillen bei den Europameisterschaften 1975 und 1977 sowie der Weltmeisterschaft 1978, außerdem gewann er 1976 ein weiteres Mal die olympische Bronzemedaille. Mit dem EM-Sieg 1979 wurde er einer der wenigen Spieler mit vier Titelgewinnen bei Basketball-Europameisterschaften.
Zum Abschluss seiner Karriere entzündete er bei den Olympischen Spielen 1980 in Moskau die Flamme. Below ist der einzige Basketballspieler, dem eine solche Ehre zuteilwurde. Bei diesem Turnier belegte er mit der sowjetischen Auswahl den dritten Platz. Somit gewann Below bei internationalen Turnieren in insgesamt 15 Teilnahmen ebenso viele Medaillen.

### Trainer
Von 1981 bis 1982 übernahm Below den Trainerposten bei ZSKA und führte den Verein zur sowjetischen Meisterschaft. Bis 1989 war er für die Jugendabteilung des Vereins verantwortlich. Anschließend leitete er die Mannschaft des unterklassigen italienischen Vereins A. D. Pallacanestro Cassino bis 1993. Von 1993 bis 1998 war Below Präsident des russischen Basketballverbandes und Nationaltrainer in Personalunion. Er führte die Nationalmannschaft zweimal ins WM-Finale (1994 und 1998) sowie zu EM-Bronze 1997. Von 1999 bis 2005 trainierte er die Vereinsmannschaft von Ural Great Perm und war somit an den einzigen beiden Meisterschaften in der Superleague Russland beteiligt, die nicht ZSKA Moskau für sich entscheiden konnte. Anschließend wechselte er auf die Position des General Managers von Ural Great.

## Auszeichnungen
Below wurde 1991 vom Weltverband FIBA als „bester europäischer Spieler aller Zeiten“ ausgezeichnet. Er war 1992 der erste internationale Spieler, der in die Naismith Memorial Basketball Hall of Fame aufgenommen wurde. Den 'FIBA Order of Merit' erhielt er im April 1995. Im September 2003 ernannte ihn der russische Präsident Wladimir Putin zum Verdienten Arbeiter auf dem Gebiet des Sports (anerkannter Titel). 2007 folgte die Aufnahme in die FIBA Hall of Fame. 2008 wurde Below als einer der 50 bedeutendsten Akteure in der Geschichte der Europaliga ausgezeichnet.